# Teinobasis buwaldai
Teinobasis buwaldai – gatunek ważki z rodziny łątkowatych (Coenagrionidae).